# بانکو رئال
بانکو رئال (انگلیسی: Banco Real) شرکت خدمات مالی و بانکداری برزیلی است، که در سال ۱۹۷۱ تأسیس شد.